# Company Glacier
Der Company Glacier ist ein Gletscher im Wenatchee National Forest im US-Bundesstaat Washington. Er liegt an den Nordhängen des Bonanza Peak, des höchsten nicht-vulkanischen Gipfels der Kaskadenkette.:232 Der Company Glacier fließt von 9.200 ft (2.804 m) bis auf 6.500 ft (1.981 m) in mehreren Hauptrinnen herab, die sich in einer Höhe von 7.800 ft (2.377 m) vereinigen. Der Company Glacier wurde als Zugangsroute beim ersten Aufstieg auf den Bonanza Peak 1937 genutzt.